# SOliHA
 (6 février 2019).
 (avril 2024).
Si vous disposez d'ouvrages ou d'articles de référence ou si vous connaissez des sites web de qualité traitant du thème abordé ici, merci de compléter l'article en donnant les références utiles à sa vérifiabilité et en les liant à la section « Notes et références ».
SOLIHA (pour Solidaires pour l'habitat) - anciennement Réseau PACT et Réseau Habitat & Développement - est une association privée au service de l'habitat. Depuis 1942, elle intervient en faveur des personnes défavorisées, fragiles ou vulnérables sur deux axes : le maintien et l’accès dans le logement.
Le Mouvement SOLIHA compte 124 organismes, présents dans tous les territoires, en métropole et outre-mer. Fortement ancré dans les territoires, SOLIHA agit auprès des collectivités et avec le soutien des institutions pour apporter des réponses adaptées aux besoins des populations et aux spécificités des territoires.

## Son organisation
L'association est dirigée par un conseil d’administration composé pour l’essentiel de représentants de la société civile, élus par les associations adhérentes. Chaque association dispose d’une entière autonomie de gestion. Les associations mettent en œuvre sur le terrain, à proximité des besoins, les objectifs du mouvement. Son budget est assuré par les cotisations des membres adhérents, par des conventions d’objectifs avec les organismes publics et sociaux (ministères du logement, de l’urbanisme et des affaires sociales, ANAH, CNAF, CCMSA) et par les recettes de prestations (études, formation…).
- Des unions régionales ou territoriales

Elles regroupent les associations et organismes de la région ou de l'inter-région. Ces associations permettent d’organiser les moyens, de coordonner les actions locales, d’être force de proposition tant auprès du Conseil régional de l’habitat, du C.E.S.R. que des conseils régionaux.

## Agrément
Les associations sont reconnues service social d’intérêt général (SSIG) et accompagnent sur le terrain les ménages dans la réalisation de leur projet de logement. 
La loi n°2009-323 du 25 mars 2009 de mobilisation pour le logement et la lutte contre l'exclusion a défini dans son article 2 les activités effectuées en faveur des personnes défavorisées qui ne peuvent être exercées, lorsqu’elles sont financées par les collectivités publiques, que par des organismes à gestion désintéressée agréés par l’État.[réf. nécessaire]
Les associations du réseau SOLIHA sont agréées pour :
- La maîtrise d’ouvrage ;
- L’ingénierie sociale, financière et technique ;
- L’intermédiation locative et la gestion locative sociale.

## Gestion locative sociale et production de logement très sociaux
SOLIHA est par ailleurs composé d’organismes spécialisés dans la gestion locative sociale (Marque Agence Immobilière Sociale - AIS), d'organismes spécialisés dans la production de logements très sociaux (maîtrise d’ouvrage d’insertion) et de bureaux d’études.

## Chiffres clefs (2021)
- 124 organismes en France (métropolitaine et outre-mer)
- 3 665 salariés
- 2 000 administrateurs bénévoles
- 228 000 ménages accompagnés
- chiffre d'affaires : 308 millions d'€[1],[2]